# Citizens Bank Park
Citizens Bank Park — бейсбольний стадіон в місті Філадельфія, Пенсільванія. Домашня арена клубу Національної ліги MLB Філадельфія Філліз.

## Історія
З 1971 року місцеві команди Філліз та Філадельфія Іглс, ділили між собою стадіон Veterans Stadium. Але вже у 1999, зважаючи на жахливі умови на цьому стадіоні, команди почали планувати побудову нових арен. З самого початку Філліз планували розмістити свій новий стадіон у даунтауні Філадельфії, як у багатьох інших клубів MLB наприклад у Балтиморі, Сан-Франциско, Денвері, Клівленді, Цинцинаті та ін. Місце у якому планувалось збудувати арену знаходилось у «чайна-тауні» Філадельфії. Таке рішення знайшло підтримку багатьох сторін, проте не самих мешканців «чайна-тауну» які протестували, побоюючись що новий стадіон зруйнує їхній район. Тому було прийнято рішення побудувати бейсбольний та футбольний стадіони разом на півдні міста у спорткомплексі поруч з Веллс Фарго-центр та старим Veterans Stadium (який згодом було знесено). Обидва клуби і міська влада досягли згоди у листопаді 2000 року. Цією угодою передбачалось підняти податок на оренду автомобілів (значна частина яких орендувалась фанатами які діставались до стадіону.) Філліз у свою чергу профінансували усі видатки понад заявленою вартістю, та взяли на себе витрати по обслуговуванню стадіону. Повна вартість будівництва склала 458 млн доларів. 17 червня 2003 Філліз підписали контракт з компанією Citizens Bank з продажу прав на назву стадіону, контракт на 95 мільйонів доларів розрахований на 25 років.
Перший матч на новій арені Філліз зіграли 12 квітня 2004 проти Цинциннаті Редс.
2 Січня 2012 на цій арені проводився матч Зимової класики НХЛ між Філадельфією Флаєрс та Нью Йорк Рейнджерс (2-3) який зібрав 46,967 глядачів.

## Цікавинки
Величезна репродукція Дзвону Свободи (15 метрів заввишки та 10 метрів завширшки) знаходиться в районі правого філду прямо над трибунами. Кожен раз коли гравці Філліз вибивають хоум-ран, або команда виграє матч, він починає гойдатись та дзвонити, світячись неоновими вогнями.

## Розміри поля

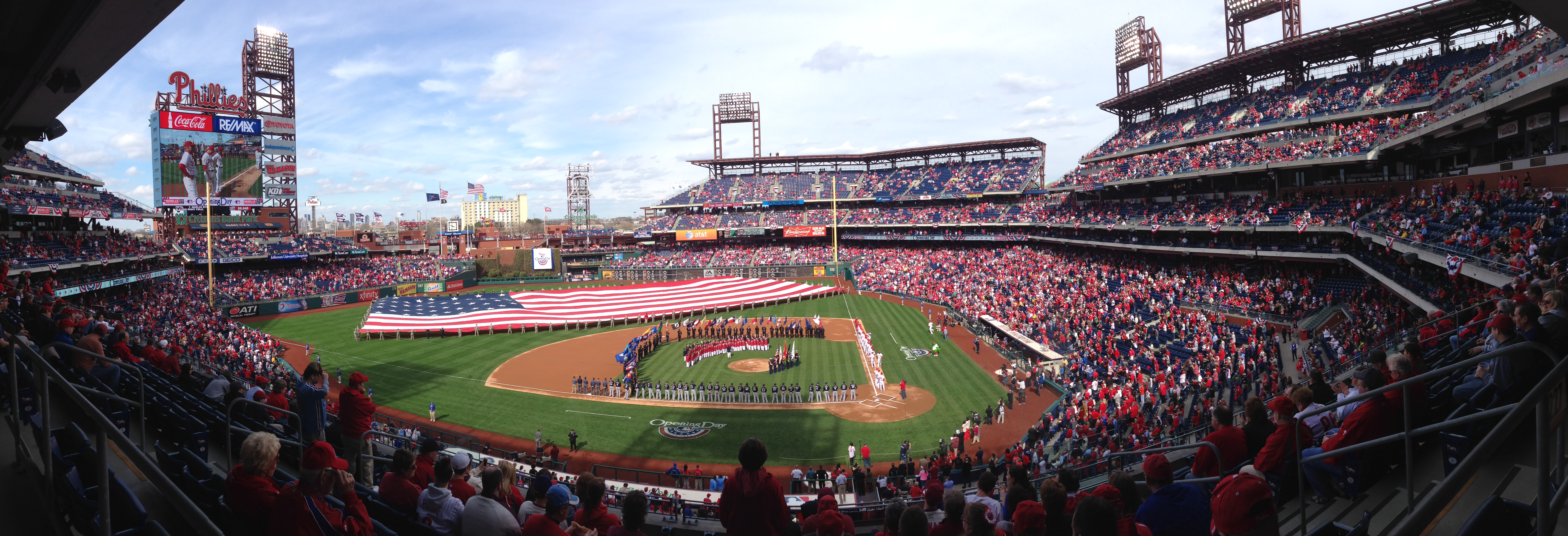
Відкриття сезону 2014

- Left field foul pole — 329 feet (100 m)
- Left field power alley — 374 feet (114 m)
- The «Angle» (left of CF to LCF) — 409 feet (125 m) — 381 feet (116 m) — 387 feet (118 m)
- Center field, straightaway — 401 feet (122 m)
- Right field power alley — 369 feet (112 m)
- Right field foul pole — 330 feet (101 m)

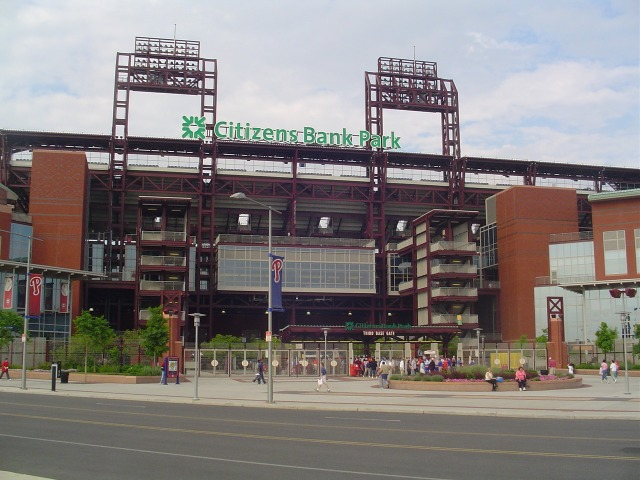
Вхід до стадіону
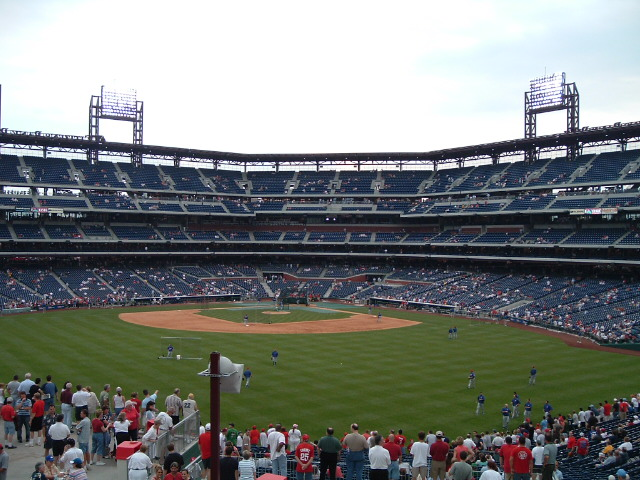
Вид на центральні трибуни
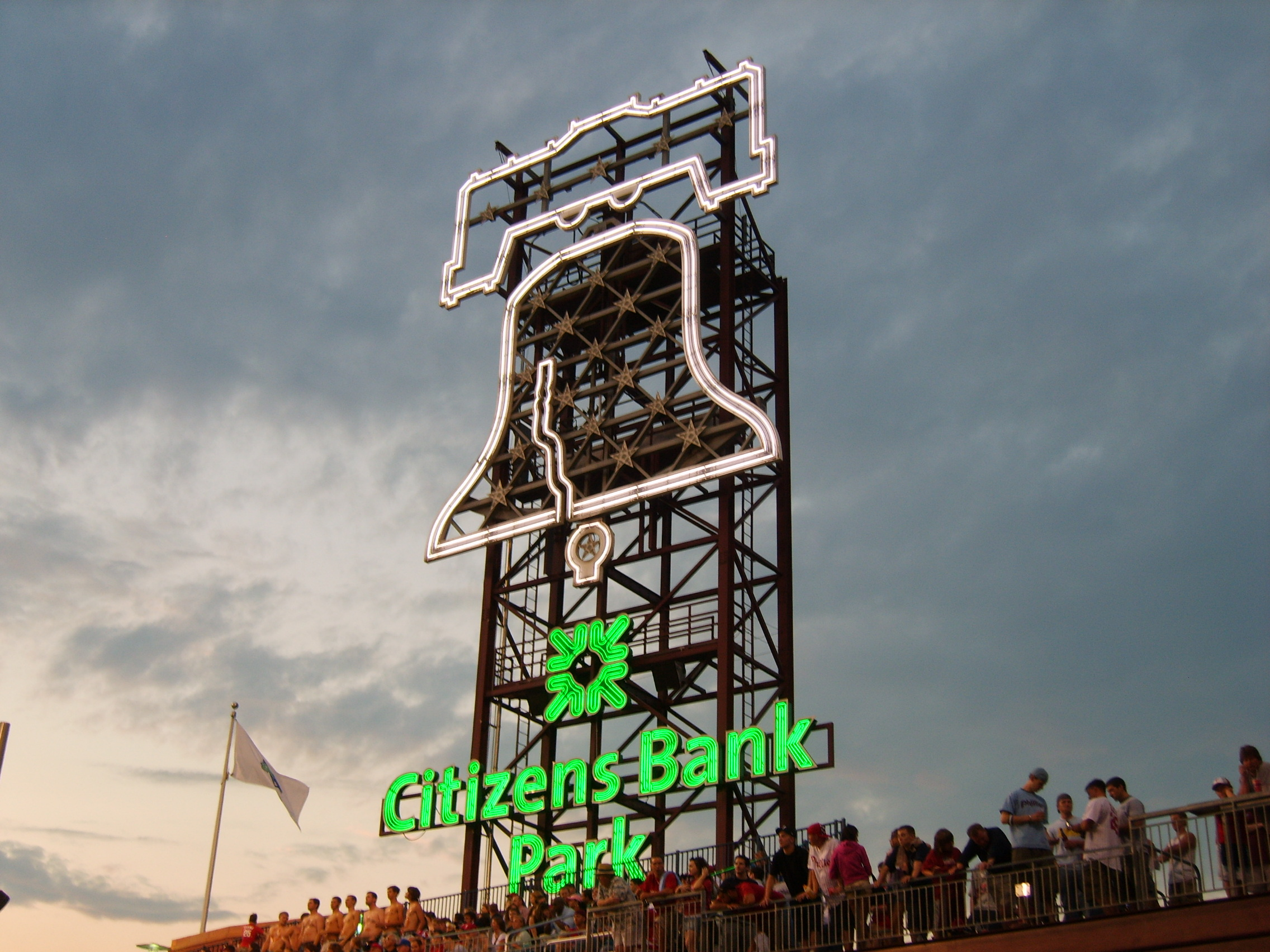
"Дзвін свободи"
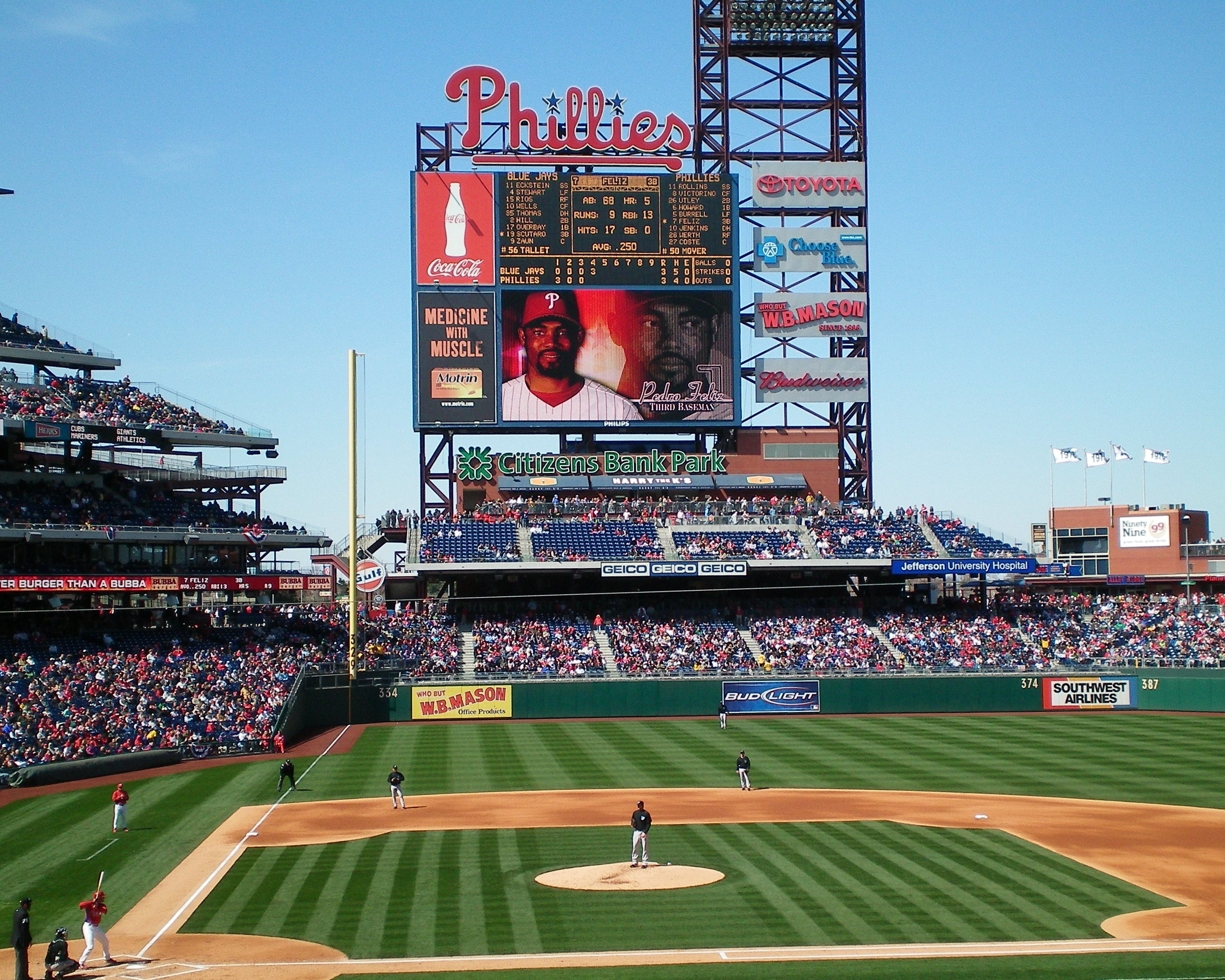
Табло